# Сержиньо Грийн
Сержиньо Грийн е холандски футболист, който играе за индийския отбор Делхи Дайнамос.

## Кариера
Грийн е юноша на Аякс. През 2001 подписва първия си професинален договор с Харлем. През 2002 преминава в РКК Валвейк. Там е използван като ляв бек. Грийн става един от ключовите футболисти на Валвейк и е искан от отбори като Галатасарай, Тотнъм Хотспър и Волфсбург. През 2005 е продаден на Фейенорд. През първия си сезон там, Грийн играе като централен защитник. През 2006 е привлчен Рон Влаар, който става и конкуренция на Грийн. След като десният бек Александър Остлунд напуска тима, Сержиньо започва да играе на неговата позиция. В края на сезон 2008/09 договорът му с Фейенорд изтича и не е подновен. Сержиньо преминава във Витеес със свободен трансфер. Там изиграва 18 мача и вкарва 2 гола. През август 2010 подписва с Левски София.
Дебютира срещу Черноморец Бургас. Първият си гол за Левски отбелязва срещу Гент в мач от Лига Европа. Бързо се утвърждава в отбора и става един от най-постоянните играчи на тима.
През 2012 г. преминава във Войводина (Нови Сад). Там обаче Грийн не успява да се наложи и записва едва 7 срещи. През 2013 г. подписва с АЕК Ларнака, където повече е използван като резерва. От 2015 г. играе за Делхи Дайнамос в индийската Суперлига.

## Статистика
| Сезон   | Клуб           | Мачове | Голове | Дивизия |
| ------- | -------------- | ------ | ------ | ------- |
| 2001/02 | Харлем         | 34     | 1      | 2       |
| 2002/03 | РКК Валвейк    | 17     | 0      | 1       |
| 2003/04 | РКК Валвейк    | 34     | 3      | 1       |
| 2004/05 | РКК Валвейк    | 31     | 0      | 1       |
| 2005/06 | Фейенорд       | 32     | 1      | 1       |
| 2006/07 | Фейенорд       | 22     | 0      | 1       |
| 2007/08 | Фейенорд       | 5      | 0      | 1       |
| 2008/09 | Фейенорд       | 22     | 0      | 1       |
| 2009/10 | Витес          | 18     | 2      | 1       |
| 2010/11 | Левски София   | 24     | 1      | 1       |
| 2011/12 | Левски София   | 18     | 0      | 1       |
| 2012/13 | Войводина      | 7      | 0      | 1       |
| 2012/13 | АЕК Ларнака    | 10     | 0      | 1       |
| 2013/14 | АЕК Ларнака    | 15     | 0      | 1       |
| 2014/15 | АЕК Ларнака    | 6      | 0      | 1       |
| 2014/15 | Отелос Атиено  | 14     | 1      | 1       |
| 2015    | Делхи Дайнамос | 3      | 0      | 1       |